# Destino (film 1951)
Destino è un film del 1951 diretto da Enzo Di Gianni e Domenico Gambino.

## Produzione
Prodotto da Enzo Di Gianni per Eva Film, il film rientra nel filone dei melodrammi sentimentali allora molto in voga tra il pubblico italiano, detto strappalacrime e in seguito ribattezzato dalla critica neorealismo d'appendice.
È stato girato negli Stabilimenti Incir-De Paolis di Via Tiburtina a Roma.

## Distribuzione
Il film è stato distribuito nelle sale cinematografiche italiane il 9 settembre del 1951.